# NGC 3701
NGC 3701 este o galaxie spirală situată în constelația Leul. A fost descoperită în 10 aprilie 1785 de către William Herschel. Se află la o distanță de 38,02 de megaparseci de Pământ.